# Französische Rugby-Union-Meisterschaft 1962/63
Die Saison 1962/63 war die 64. Austragung der französischen Rugby-Union-Meisterschaft (französisch Championnat de France de rugby à XV). Sie umfasste 56 Mannschaften in der ersten Division (heutige Top 14).
Die Meisterschaft begann mit der Gruppenphase, bei der in sieben Gruppen je acht Mannschaften gegeneinander antraten. Die Erst- bis Viertplatzierten jeder Gruppe sowie die vier besten Fünftplatzierten zogen in die Finalphase ein, während die zwei schlechtesten Achtplatzierten in die zweite Division absteigen mussten. Im Endspiel, das am 2. Juni 1963 im Parc Lescure in Bordeaux stattfand, trafen die zwei Halbfinalsieger aufeinander und spielten um den Bouclier de Brennus. Dabei setzte sich Stade Montois gegen die US Dax durch und errang den bisher einzigen Meistertitel der Vereinsgeschichte.

## Gruppenphase
|    | Team              | Siege | Unent. | Ndlg. | Spiel- punkte | Diff. | Tabellen- punkte |
| -- | ----------------- | ----- | ------ | ----- | ------------- | ----- | ---------------- |
| 1. | SU Agen           | 13    | 1      | 0     | 267:67        | + 200 | 41               |
| 2. | La Voulte Sportif | 8     | 3      | 3     | 146:63        | + 83  | 33               |
| 3. | Stade Bordelais   | 5     | 4      | 5     | 67:89         | − 22  | 28               |
| 4. | CA Lannemezan     | 6     | 2      | 6     | 64:97         | − 33  | 28               |
| 5. | USA Perpignan     | 5     | 3      | 6     | 101:86        | + 15  | 27               |
| 6. | Stade Dijonnais   | 5     | 1      | 8     | 83:164        | − 81  | 25               |
| 7. | SA Saint-Sever    | 3     | 2      | 9     | 65:116        | − 51  | 22               |
| 8. | US Marmande       | 1     | 4      | 9     | 62:173        | − 111 | 20               |

|    | Team               | Siege | Unent. | Ndlg. | Spiel- punkte | Diff. | Tabellen- punkte |
| -- | ------------------ | ----- | ------ | ----- | ------------- | ----- | ---------------- |
| 1. | AS Béziers         | 12    | 0      | 2     | 166:39        | + 127 | 38               |
| 2. | CA Brive           | 10    | 2      | 2     | 103:52        | + 51  | 36               |
| 3. | RC Vichy           | 6     | 4      | 4     | 92:82         | + 10  | 30               |
| 4. | RC Chalon          | 6     | 2      | 6     | 82:89         | − 7   | 28               |
| 5. | Biarritz Olympique | 5     | 4      | 5     | 78:86         | − 8   | 28               |
| 6. | USA Limoges        | 3     | 3      | 8     | 42:88         | − 46  | 23               |
| 7. | TOEC               | 2     | 3      | 9     | 72:138        | − 66  | 21               |
| 8. | SC Angoulême       | 2     | 2      | 10    | 48:109        | − 61  | 20               |

|    | Team                  | Siege | Unent. | Ndlg. | Spiel- punkte | Diff. | Tabellen- punkte |
| -- | --------------------- | ----- | ------ | ----- | ------------- | ----- | ---------------- |
| 1. | FC Lourdes            | 12    | 0      | 2     | 145:67        | + 78  | 38               |
| 2. | Stade Toulousain      | 5     | 4      | 5     | 98:85         | + 13  | 28               |
| 3. | Paris Université Club | 6     | 2      | 6     | 64:95         | − 31  | 28               |
| 4. | SC Mazamet            | 5     | 3      | 6     | 52:43         | + 9   | 27               |
| 5. | SC Albi               | 5     | 3      | 6     | 72:71         | + 1   | 27               |
| 6. | Aviron Bayonnais      | 6     | 1      | 7     | 81:83         | − 2   | 27               |
| 7. | US Montauban          | 5     | 1      | 8     | 64:88         | − 24  | 25               |
| 8. | US Tyrosse            | 4     | 2      | 8     | 58:102        | − 44  | 24               |

|    | Team               | Siege | Unent. | Ndlg. | Spiel- punkte | Diff. | Tabellen- punkte |
| -- | ------------------ | ----- | ------ | ----- | ------------- | ----- | ---------------- |
| 1. | US Dax             | 11    | 1      | 2     | 143:39        | + 104 | 37               |
| 2. | Stade Montois      | 10    | 0      | 4     | 262:84        | + 178 | 34               |
| 3. | CS Vienne          | 8     | 0      | 6     | 71:65         | + 6   | 30               |
| 4. | RC Toulon          | 7     | 1      | 6     | 114:77        | + 37  | 29               |
| 5. | Stade Aurillacois  | 6     | 2      | 6     | 80:77         | + 3   | 28               |
| 6. | RC Narbonne        | 6     | 0      | 8     | 101:103       | − 2   | 26               |
| 7. | US Romans          | 4     | 1      | 9     | 48:141        | − 93  | 23               |
| 8. | CO Espéraza Limoux | 1     | 1      | 12    | 44:277        | − 233 | 17               |

|    | Team                  | Siege | Unent. | Ndlg. | Spiel- punkte | Diff. | Tabellen- punkte |
| -- | --------------------- | ----- | ------ | ----- | ------------- | ----- | ---------------- |
| 1. | CA Périgueux          | 9     | 0      | 5     | 115:79        | + 36  | 32               |
| 2. | SO Chambéry           | 7     | 4      | 3     | 93:73         | + 20  | 32               |
| 3. | Racing Club de France | 8     | 1      | 5     | 117:74        | + 43  | 31               |
| 4. | Lyon OU               | 7     | 1      | 6     | 125:82        | + 43  | 29               |
| 5. | Castres Olympique     | 7     | 1      | 6     | 83:83         | ± 0   | 29               |
| 6. | Stade Rochelais       | 6     | 1      | 7     | 77:78         | − 1   | 27               |
| 7. | FC Saint-Claude       | 3     | 2      | 9     | 46:119        | − 73  | 22               |
| 8. | Stade Beaumontois     | 3     | 2      | 9     | 59:127        | − 68  | 22               |

|    | Team            | Siege | Unent. | Ndlg. | Spiel- punkte | Diff. | Tabellen- punkte |
| -- | --------------- | ----- | ------ | ----- | ------------- | ----- | ---------------- |
| 1. | Cahors Rugby    | 11    | 2      | 1     | 155:47        | + 108 | 38               |
| 2. | FC Auch         | 5     | 4      | 5     | 95:75         | + 20  | 28               |
| 3. | AS Montferrand  | 6     | 2      | 6     | 99:87         | + 12  | 28               |
| 4. | SC Graulhet     | 6     | 2      | 6     | 80:103        | − 23  | 28               |
| 5. | Valence Sportif | 6     | 1      | 7     | 80:108        | − 28  | 27               |
| 6. | US Carmaux      | 4     | 4      | 6     | 76:76         | ± 0   | 26               |
| 7. | US Cognac       | 5     | 2      | 7     | 80:84         | − 4   | 26               |
| 8. | CO Le Creusot   | 3     | 3      | 8     | 64:149        | − 85  | 23               |

Gruppe G
|    | Team               | Siege | Unent. | Ndlg. | Spiel- punkte | Diff. | Tabellen- punkte |
| -- | ------------------ | ----- | ------ | ----- | ------------- | ----- | ---------------- |
| 1. | FC Grenoble        | 10    | 1      | 3     | 168:68        | + 100 | 35               |
| 2. | Stadoceste Tarbais | 8     | 1      | 5     | 132:83        | + 49  | 31               |
| 3. | CA Bègles          | 8     | 1      | 5     | 99:79         | + 20  | 31               |
| 4. | SC Tulle           | 6     | 4      | 6     | 66:49         | + 17  | 30               |
| 5. | Section Paloise    | 5     | 4      | 5     | 107:87        | + 20  | 28               |
| 6. | GS Figeac          | 4     | 2      | 8     | 63:132        | − 69  | 24               |
| 7. | US Foix            | 5     | 0      | 9     | 76:148        | − 72  | 24               |
| 8. | Saint-Girons SC    | 3     | 1      | 10    | 63:128        | − 65  | 21               |

## Finalphase

### 1/16-Finale
| Datum          | Begegnung                                        | Ergebnis |
| -------------- | ------------------------------------------------ | -------- |
| 21. April 1963 | Stade Montois – CS Vienne                        | 17:11    |
| 21. April 1963 | Biarritz Olympique – CA Brive                    | 08:03    |
| 21. April 1963 | RC Chalon – SU Agen                              | 12:03    |
| 21. April 1963 | RC Vichy – CA Bègles                             | 11:0     |
| 21. April 1963 | FC Lourdes – SC Mazamet                          | 14:06    |
| 21. April 1963 | Stadoceste Tarbais – Paris Université Club       | 08:0     |
| 21. April 1963 | Cahors Rugby – Castres Olympique                 | 25:06    |
| 21. April 1963 | Stade Bordelais – Stade Toulousain               | 09:06    |
| 21. April 1963 | US Dax – Stade Aurillacois                       | 21:03    |
| 21. April 1963 | RC Toulon – Racing Club de France                | 21:14    |
| 21. April 1963 | SO Chambéry – SC Graulhet                        | 17:09    |
| 21. April 1963 | La Voulte Sportif – Lyon Olympique Universitaire | 11:03    |
| 21. April 1963 | FC Grenoble – CA Lannemezan                      | 10:06    |
| 21. April 1963 | SC Tulle – CA Périgueux                          | 12:05    |
| 21. April 1963 | AS Béziers – Section Paloise                     | 06:03    |
| 21. April 1963 | FC Auch – AS Montferrand                         | 12:06    |

### Achtelfinale
| Datum          | Begegnung                          | Ergebnis |
| -------------- | ---------------------------------- | -------- |
| 28. April 1963 | Stade Montois – Biarritz Olympique | 14:6     |
| 28. April 1963 | RC Chalon – RC Vichy               | 06:0     |
| 28. April 1963 | FC Lourdes – Stadoceste Tarbais    | 12:3     |
| 28. April 1963 | Cahors Rugby – Stade Bordelais     | 03:0     |
| 28. April 1963 | US Dax – RC Toulon                 | 08:3     |
| 28. April 1963 | SO Chambéry – La Voulte Sportif    | 06:5     |
| 28. April 1963 | FC Grenoble – SC Tulle             | 22:3     |
| 28. April 1963 | AS Béziers – FC Auch               | 11:6     |

### Viertelfinale
| Datum       | Begegnung                 | Ergebnis |
| ----------- | ------------------------- | -------- |
| 5. Mai 1963 | Stade Montois – RC Chalon | 9:3      |
| 5. Mai 1963 | FC Lourdes – Cahors Rugby | 3:0      |
| 5. Mai 1963 | US Dax – SO Chambéry      | 6:5      |
| 5. Mai 1963 | FC Grenoble – AS Béziers  | 9:3      |

### Halbfinale
| Datum        | Begegnung                  | Ergebnis |
| ------------ | -------------------------- | -------- |
| 19. Mai 1963 | Stade Montois – FC Lourdes | 9:8      |
| 19. Mai 1963 | US Dax – FC Grenoble       | 5:0      |

## Finale
| 2. Juni 1963 | Stade Montois                                                       | 9 : 6         | US Dax                                             | Parc Lescure, Bordeaux Zuschauer: 39.000 Schiedsrichter: Albert Capelle |
| 2. Juni 1963 | Straftritte: A. Boniface (1) Dropgoals: A. Boniface (1) Lestage (1) | (3:6) Bericht | Versuche: Lasserre (1) Straftritte: Albaladejo (1) | Parc Lescure, Bordeaux Zuschauer: 39.000 Schiedsrichter: Albert Capelle |

Aufstellungen
Stade Montois: Jean-Baptiste Amestoy, André Boniface, Guy Boniface, Alain Caillau, André Caillau, Pierre Cazals, Bernard Ces, Bernard Couralet, Christian Darrouy, Jacques Gourgues, Gilbert Hilcocq, Pierre Lestage, Fernand Martinez, Paul Tignol, Guy Urbieta
US Dax: Pierre Albaladejo, Raymond Albaladejo, Pierre Barbe, Jacques Bénédé, Léon Berho, André Berilhe, Marcel Cassiède, Claude Contis, Claude Darbos, Gaston Dubois, Bernard Dutin, Jean-Claude Labadie, Christian Lasserre, Jean-Claude Lasserre, Henri Willems